# Martha García Müller
Martha Margarita García Müller (Tampico, Tamaulipas, 20 de octubre de 1946) es una empresaria y política mexicana, miembro del Partido Acción Nacional (PAN). Ha sido diputada federal de 2006 a 2009.

## Biografía
Es licenciada en Contaduría Privada. Se ha dedicado profesionalmente al ramo inmobiliario, desde 1977 es fundadora y propietaria de la empresa «MGM y Asociados, Corporación Inmobiliaria» y en 1983 fundadora de los comités de maquiladoras y de parques industriales de la American Chamber of Commerce de México. De 1990 a 1999 fue miembro de la Asociación Mexicana de Profesionales Inmobiliarios y de 1999 a 2001 fue presidenta fundadora de la Asociación Mexicana de Mujeres Empresarias de Nuevo León.
Ha ocupado los cargos de consejera de la Contraloría del municipio de San Pedro Garza García, Nuevo León; de la delegación de la Procuraduría General de la República; de la Secretaría de Desarrollo Social de Nuevo León; y, del Consejo de Seguridad del municipio de San Nicolás de los Garza. Es miembro del PAN desde 1975, en el comité estatal del partido ha sido secretaria de Promoción Política de la Mujer de 1998 a 2000.
De 2000 a 2003 fue vocal del consejo consultivo de la Secretaría de Obras Públicas en el municipio de San Pedro Garza García en el ayuntamiento encabezado por Gerardo Garza Sada, y de 2003 a 2005 fue presidenta e integrante de la asociación Vértebra en Nuevo León. En 2006 fue postulada candidata del PAN a diputada federal por el Distrito 1 de Nuevo León. Resultó elegida para la LX Legislatura de dicho año al de 2009; en ella fue secretaria de las comisiones de Vivienda; y, de Participación Ciudadana; así como integrante de las comisiones de Equidad y Género; y, del comité del Centro de Estudios Sociales y de Opinión Pública.